# Ashton with Stodday
Ashton with Stodday var en civil parish från 1866 till 1980 då den blev en del av Thurnham, i grevskapet Lancashire, i England. Civil parish var belägen 4 km från Lancaster och hade 109 invånare år 1971.